# Thonne-la-Long

Thonne-la-Long este o comună în departamentul Meuse din nord-estul Franței. În 2010 avea o populație de 266 de locuitori.

## Evoluția populației
| An        | 1975 | 1982 | 1990 | 1999 | 2006 | 2010 |
| --------- | ---- | ---- | ---- | ---- | ---- | ---- |
| Populație | 162  | 137  | 137  | 181  | 241  | 266  |